# Shahjahanpur
Shahjahanpur (hindi शाहजहाँपुर) – miasto w północnych Indiach w stanie Uttar Pradesh, na Nizinie Hindustańskiej.
Populacja miasta w 2001 roku wynosiła 297 932 mieszkańców.